# Силиштеа Снаговулуј (Илфов)
Силиштеа Снаговулуј (рум. Siliștea Snagovului) насеље је у Румунији у округу Илфов у општини Грују. Oпштина се налази на надморској висини од 92 m.

## Становништво
Према подацима из 2002. године у насељу је живело 2284 становника, од којих су сви румунске националности.